# George Barrington
George Barrington (14 de mayo de 1755 - 27 de diciembre de 1804) fue un carterista nacido en Irlanda, popular socialité londinense, pionero australiano (después de su transporte a Botany Bay) y autor. Sus escapadas, arrestos y juicios fueron ampliamente narrados en la prensa londinense de su época. Durante más de un siglo después de su muerte, y quizás todavía hoy, fue más celebrado por la frase "Dejamos nuestro país por el bien de nuestro país". La atribución de la línea a Barrington se considera apócrifa desde el descubrimiento en 1911 por el coleccionista de libros de Sídney Alfred Lee del libro de 1802 en el que apareció por primera vez.

## Vida personal
Barrington nació en Maynooth, en el condado de Kildare, Irlanda, hijo de un platero llamado Waldron o del capitán Barrington, un comandante de la tropa inglesa.
En algún momento del período 1785-1787 se casó y la pareja tuvo un hijo, pero se desconocen los nombres de la esposa y el hijo, y su destino final.
Mientras disfrutaba de los inicios de su prosperidad en Australia, Barrington se enamoraba y convivía con una mujer nativa, Yeariana, quien pronto lo dejó para regresar con su familia. Barrington dijo que Yeariana poseía "una forma que podría servir como modelo perfecto para la estatuaria más escrupulosa".
Barrington murió en Parramatta, Nueva Gales del Sur, Australia, en 1804, a los 49 años.

## Carrera

### Carterista
En 1771 robó a su maestro de escuela en Dublín y se escapó, convirtiéndose en miembro de una compañía teatral itinerante en Drogheda bajo el nombre supuesto de Barrington. En las carreras de Limerick se unió al director de la empresa para robar carteras. El gerente fue detectado y sentenciado a transporte, y Barrington huyó a Londres, donde asumió vestimenta clerical y continuó robando carteras. En el teatro de Covent Garden le robó al conde ruso Orlov una tabaquera que se decía valía 30.000 libras esterlinas. Fue detectado y arrestado pero, como el Conde Orlov se negó a procesarlo, fue puesto en libertad, aunque posteriormente fue sentenciado a tres años de trabajos forzados por hurto en el teatro Drury Lane.
Tras su liberación, lo descubrieron nuevamente en sus viejas prácticas y lo sentenciaron a cinco años de trabajos forzados, pero la influencia consiguió su liberación con la condición de que abandonara Inglaterra. En consecuencia, fue por un corto tiempo a Dublín y luego regresó a Londres, donde una vez más lo descubrieron robando carteras y, en 1790, lo sentenciaron a siete años de deportación.

### En Botany Bay
Un relato afirma que durante el viaje a Botany Bay (Australia) los presos a bordo del barco donde iba Barrington condenado por sus crímenes tramaron una conspiración para apoderarse de la nave. Barrington reveló el complot al capitán, y este último, al llegar a Nueva Gales del Sur, lo informó favorablemente a las autoridades, con el resultado de que en 1792 Barrington obtuvo una orden de emancipación (la primera emitida), convirtiéndose posteriormente en superintendente de convictos y, más tarde, alto alguacil de Parramatta.
Barrington murió en Parramatta en 1804, a los 49 años.

## Obras literarias
Según su biógrafo Richard S. Lambert, el primer volumen de las memorias de Barrington sobre Australia, A Voyage to Botany Bay, es la obra de Barrington menos cambiada o totalmente inventada, por redactores y editores. Lambert afirma que los últimos trabajos publicados bajo su nombre, en 1802 y 1810, así como otros trabajos publicados después de su muerte, son inventos por parte de editores, que incorporan trabajos de otros autores para incrementar las ventas.

## Obras
Barrington contrató al artista y grabador Vincent Woodthorpe para ilustrar las siguientes obras:
- Un viaje a Nueva Gales del Sur. En dos volúmenes, el primero de los cuales es Un viaje a Botany Bay. Londres, 1795 y 1801.
- La historia de Nueva Gales del Sur. Londres, 1802 y 1810.